# Ethel Waters
Ethel Waters (Chester Hill, Pennsilvània, Estats Units, 31 d'octubre de 1896 − Chatsworth, Los Angeles, Califòrnia, 1 de setembre de 1977), va ser una cantant de blues i actriu estatunidenca. Va ser la segona afroamericana a ser nominada als Oscars, després de Hattie McDaniel.
Va ser una de les més importants cantants afroamericanes de jazz i música popular de la primera meitat del segle XX al costat de Ma Rainey, Bessie Smith, Billie Holiday, Alberta Hunter, Mahalia Jackson, Lena Horne, Ella Fitzgerald, Carmen McRae, Betty Carter i Sarah Vaughan entre d'altres.
Les seves cançons més famoses van ser "Am I Blue?", "Stormy Weather", inclosa en el Grammy Hall of Fame, i "Miss Otis Regrets".

## Biografia[5]
Nascuda d'una dona violada de només 13 anys, va créixer en un empobrit i violent districte de Filadèlfia. Malgrat ser adoptada per la seva àvia, mai no va arribar a viure més de quinze mesos seguits al mateix lloc. Els seus records personals incideixen en la falta d'ambient familiar i l'absència d'infantesa en un sentit tradicional.
Waters es va casar als 13 anys, però va deixar aviat el seu marit, que abusava d'ella, i es va convertir en serventa en un hotel de Filadèlfia, treballant per 4.75 dòlars a la setmana.

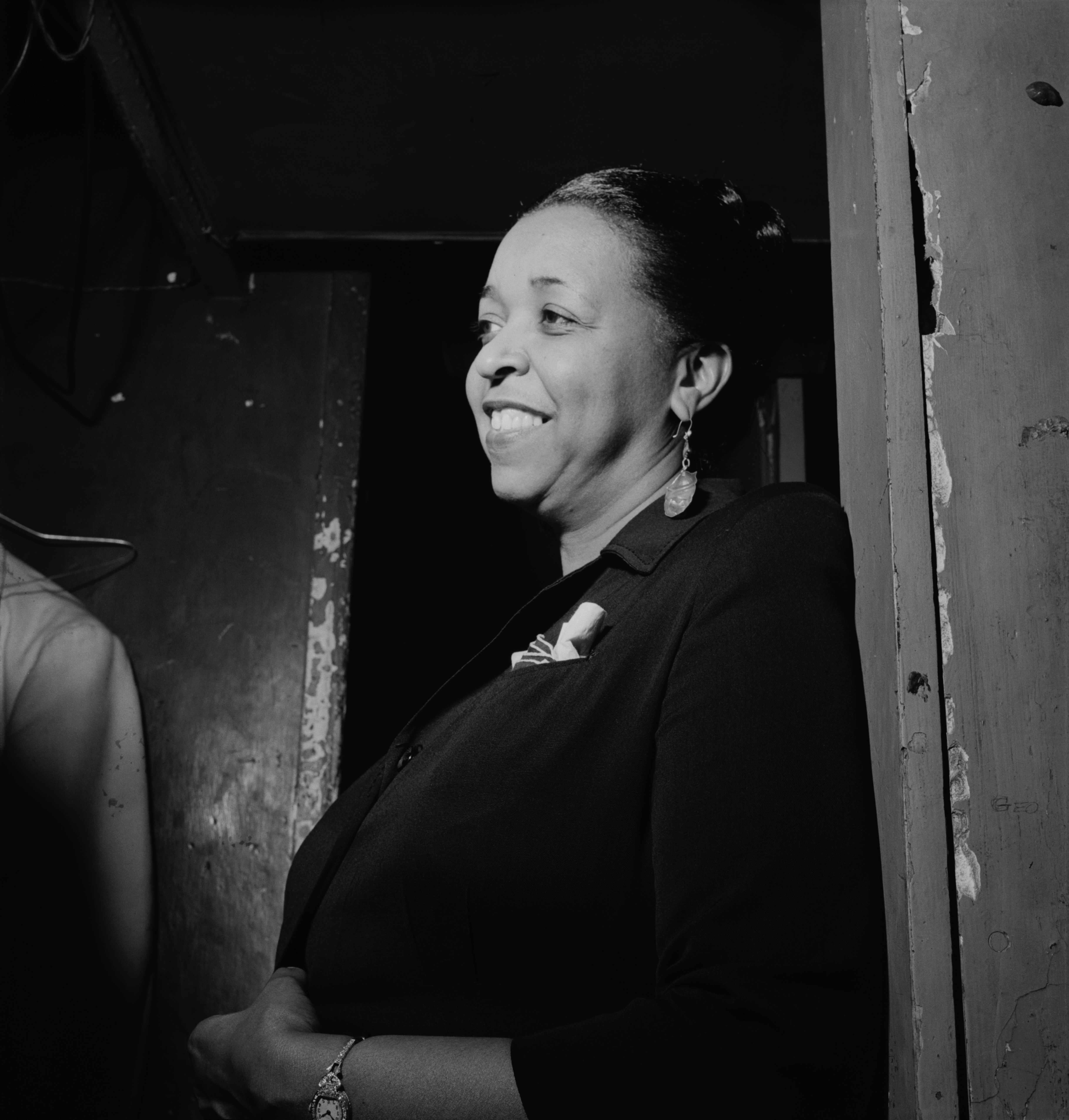
Ethel Waters

Després de començar a cantar a Baltimore, amb el nom de Sweet Mama Stringbean, va fer una gira pel sud actuant en diversos honkytonks. Malgrat el seu èxit inicial, Waters va entrar en un mal període i va haver d'unir-se al carnaval (un espectacle popular itinerant), amb el qual va viatjar a Chicago; aquest període i la gent que va conèixer van ser sempre molt valorats per la cantant.
Després d'aquesta etapa, va treballar a Atlanta en el mateix club amb Bessie Smith, que va demanar que no cantés blues per no competir amb ella, per la qual cosa Waters va haver de cantar balades i cançons populars, a més de ballar, terreny en el qual desenvoluparia la major part de la seva carrera professional (en musicals, programes de televisió, etc.), tornant al blues molt ocasionalment.
El 1933 va treballar en el Cotton Club de Harlem i després a Broadway, a la revista musical As thousands cheers, la primera negra en un xou blanc de Broadway. Va arribar a ser la cantant més ben pagada del carrer novaiorquès. El 1944 va fer en cinema Stage Door Canteen, amb Count Basie, i a la pel·lícula Cabin in the Sky de Vincente Minnelli es va enfrontar amb la jove Lena Horne. El 1949 va ser nominada per l'Oscar a la millor actriu secundària per la seva actuació a Pinky, d'Elia Kazan.
El 1950 va guanyar un Premi Tony per The member of the Wedding amb Julie Harris que després van portar al cinema.
En la dècada del 50 va participar en televisió en la sèrie Beulah, retirant-se quan la va considerar denigrant per a la seva raça.
El 1957 es va unir al moviment cristià del reverend Billy Graham, dedicant-se a la causa fins a la seva mort. El 1973 va rebre un Grammy honorari per "Dinah", "Am I Blue" i "Stormy Weather",la seva històrica versió de 1933 inclosa en la Biblioteca del Congrés dels Estats Units i des del 2004 és al National Film Registry
El 1983 va ser incorporada al Hall de la Fama Gospel i el 1994 es va publicar un segell postal en la seva memòria.

## Filmografia
- On with the Show (1929)
- Gift of Gab (1934)
- Tales of Manhattan (1942)
- Cairo (1942)
- Cabin in the Sky (1943)

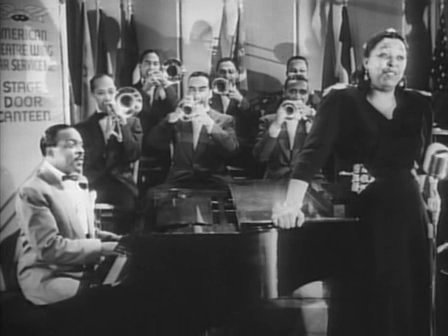
Amb Count Basie a La cantina del teatre (1943)

- La cantina del teatre (Stage Door Canteen) (1943)
- Pinky (1949)
- Testimoni de casament (The Member of the Wedding) (1952)
- Carib Gold (1957)
- The Heart Is a Rebel (1958)
- The Sound and the Fury (1959)

## Premis i nominacions

### Nominacions
- 1950: Oscar a la millor actriu secundària per Pinky
- 1962: Primetime Emmy a la millor actriu per Route 66